# 화전민

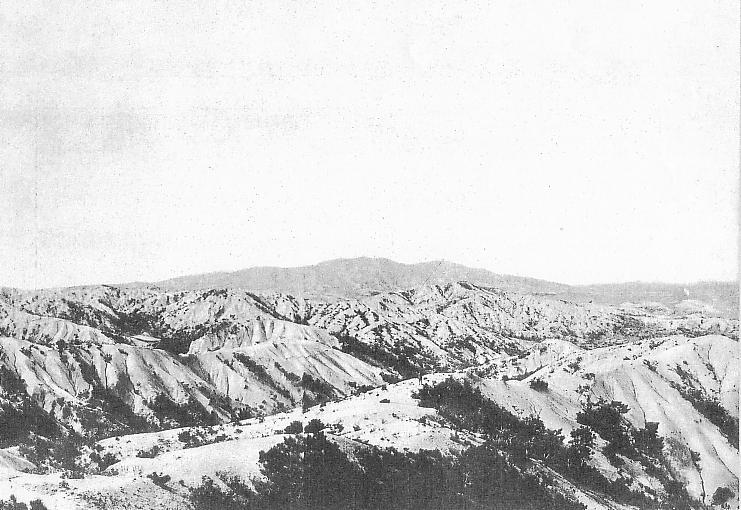
화전으로 황폐화된 산 (일제시대 촬영)

화전민(火田民)은 산에 불을 지펴 들풀과 잡목을 태운 뒤 그 곳에다 농사를 짓는 화전농업을 하는 사람들이다.
화전은 일정한 땅을 정해 불을 놓고 불에 탄 풀과 나무의 재를 비료로 이용한다. 몇 년 동안 한 곳에서 계속 농사를 지으면 지력이 다해 농작물의 수확이 감소하므로 다른 곳으로 이동해 화전을 일군다. 화전은 열대와 온대에 걸쳐 전통적으로 행해지고 있는 농업방법이다. 현재 인도, 동남아시아, 남아메리카 등지에 약 2억 명 정도의 화전민이 살고 있는데, 열대우림 파괴의 주요 원인이 되고 있어 이에 대한 대처가 시급하다.

## 한국의 화전민
1940년 경성제국대학의 위생조사부에서 낸 보고서에 의하면 일제강점기 1926년에는 3만여호, 1931년에는 4만여호, 1935년에는 7만여호로 증가하였다. 1935년 이후로는 일제의 북선개척사업으로 화전민의 수가 감소하였다. 화전민의 토지 생산성은 극히 낮아 소작료도 이윤도 모두 성립하지 않았으며, 잉여생산물도 없이 겨우 살아갈 수 있는 정도만 수확하였다. 일제는 토지조사로 임야도 신고하게 하였으며 미신고된 토지는 국유화했으며 삼림령을 내려 화전민 박멸정책을 수행하였다. 화전민의 호구지책으로 행하는 삼림벌채로 매년 4천건에서 8천건이 입건되었다. 남한에서는 1968년 '화전정리법'으로 강원도 산간지방에 남아 있던 화전민을 다른 지방에 정착시키기 시작하여 1976년에 화전정리가 종결되었다.